# The English Historical Review
The English Historical Review é um periódico acadêmico bimestral revisada por pares, publicado pela primeira vez em janeiro de 1886 pela Oxford University Press. Seu objetivo é publicar artigos sobre todos os aspectos da história, seja britânica, europeia ou mundial, abrangendo desde a Antiguidade até a contemporaneidade. É o mais antigo periódico acadêmico em língua inglesa ainda em circulação na área de História.
São publicadas seis edições por ano, normalmente com pelo menos seis artigos abrangendo ampla temporalidade — do ano 400 da era comum até os dias atuais — incluindo períodos medieval, moderno e século XX. Cada número traz também cerca de quarenta resenhas de livros. Em 2023, a revista lançou a seção "Reflexões", dedicada a ensaios historiográficos, artigos de revisão e avaliações sobre as contribuições de acadêmicos.
O periódico foi fundado por Lord Acton, então professor régio de história moderna na Universidade de Cambridge e membro do All Souls College, na Universidade de Oxford. O primeiro editor foi Mandell Creighton. Os editores atuais são Nandini Chatterjee, Misha Ewen, Alex Middleton, Jan Rüger, John Sabapathy e Hannah Skoda.

## Lista de editores
Editores da The English Historical Review:
- 1886–1891: Mandell Creighton
- 1891–1894: Samuel Rawson Gardiner, auxiliado por Reginald Lane Poole
- 1895–1901: S.R. Gardiner e Reginald Lane Poole
- 1902–1920: Reginald Lane Poole, assistido (1920) por George Norman Clark
- 1921–1925: G.N. Clark assistido (1924–25) por E. Stanley Cohn
- 1926: G.N. Clark e Charles William Previté-Orton
- 1927–1938: C.W. Previté-Orton
- 1938–1939: C.W. Previté-Orton e G.N. Clark
- 1939–1958: John Goronwy Edwards e Richard Pares
- 1958–1959: J.G. Edwards e Denys Hay
- 1959–1965: Denys Hay
- 1965–1967: John Michael Wallace-Hadrill
- 1967–1974: J.M. Wallace-Hadrill e John Morris Roberts
- 1974–1978: J.M. Roberts e George Arthur Holmes
- 1978–1981: G.A. Holmes e Angus Donald Macintyre
- 1982–1986: A.D. Macintyre e Penry Herbert Williams
- 1986–1990: P.H. Williams e Robert John Weston Evans
- 1991–1995: R.J.C. Evans e John Maddicott
- 1996–1999: J.H. Maddicott e John Stevenson
- 1999–2001: J.H. Maddicott e Jean Dunbabin
- 2001: Jean Dunbabin e John Rowlatt
- 2001–2004: Jean Dunbabin e George W. Bernard
- 2004–2006: G.W. Bernard e Philip Waller
- 2007–2012: G.W. Bernard e Martin Conway
- 2012–2013: Martin Conway e Catherine Holmes
- 2013–2016: Martin Conway, Catherine Holmes e Peter Marshall
- 2017–2021: Catherine Holmes, Peter Marshall, Stephen Conway e Hannah Skoda
- 2021–2022: Nandini Chatterjee, Stephen Conway, Peter Marshall, Jan Rüger e Hannah Skoda
- 2022–2023: Nandini Chatterjee, Stephen Conway, Jan Rüger, Hannah Skoda e Alice Taylor
- 2023–2024: Nandini Chatterjee, Jan Rüger, Hannah Skoda e Alice Taylor
- 2024–2025: Nandini Chatterjee, Alex Middleton, Jan Rüger, Hannah Skoda e Alice Taylor
- 2025– : Nandini Chatterjee, Misha Ewen, Alex Middleton, Jan Rüger, John Sabapathy e Hannah Skoda